# Штейнгейль
Штейнгейль — древний дворянский, баронский и графский род.

## Происхождение и история рода
Иоанн фон Штейнгейль министр курфюрста Саксонского. Его сыновья Иоанн-Вильгельм, полковник русской службы, и русский посланник при германском императоре, и Фридрих-Яков были пожалованы (1777) в баронское достоинство Римской империи, которое утверждено за родом Штейнгеля Правительствующим Сенатом (1863).
Высочайшим указом (1812) сын Фридриха-Якова Штейнгеля, финляндский генерал-губернатор и главнокомандующий войсками в Финляндии, генерал-лейтенант барон Фабиан Штейнгейль, возведён в графское достоинство великого княжества Финляндского. Его единственная дочь вышла замуж за генерал-лейтенанта Александра Христиановича Штевена (1783—1842), которому были Высочайше дарованы титул и герб его тестя с наименованием Штевен-Штейнгейль (1824).
Именным Высочайшим указом (26 апреля 1895) члену военно-учебного комитета Главного штаба генералу от инфантерии Вячеславу Штейнгейлю, дозволено пользоваться баронским титулом, с коим дед его, Иван Штейнгейль, принят был на службу в Россию.

## Описание герба
по Долгорукову
В красном поле два молотка, крестообразно положенные, и окружённые четырьмя пятиугольными золотыми звездами. На щите баронская корона.
На всем гербе два шлема: на правом шлеме корона баронская, на левом — дворянская; из правой короны выходят два орлиных крыла; из левой выходит вправо обращённый лев, с поднятыми передними лапами и хвостом. Намёт золотой и серебряный, подложенный красным. Щитодержатели: два козла натурального цвета с золотыми рогами.